# Эппельборн
Эппельборн (нем. Eppelborn) — община в Германии, в земле Саар.
Входит в состав района Нойнкирхен. Население составляет 17 908 человек (на 31 декабря 2006 года). Занимает площадь 47,04 км².
Община подразделяется на 8 сельских округов.